# 中銀人壽

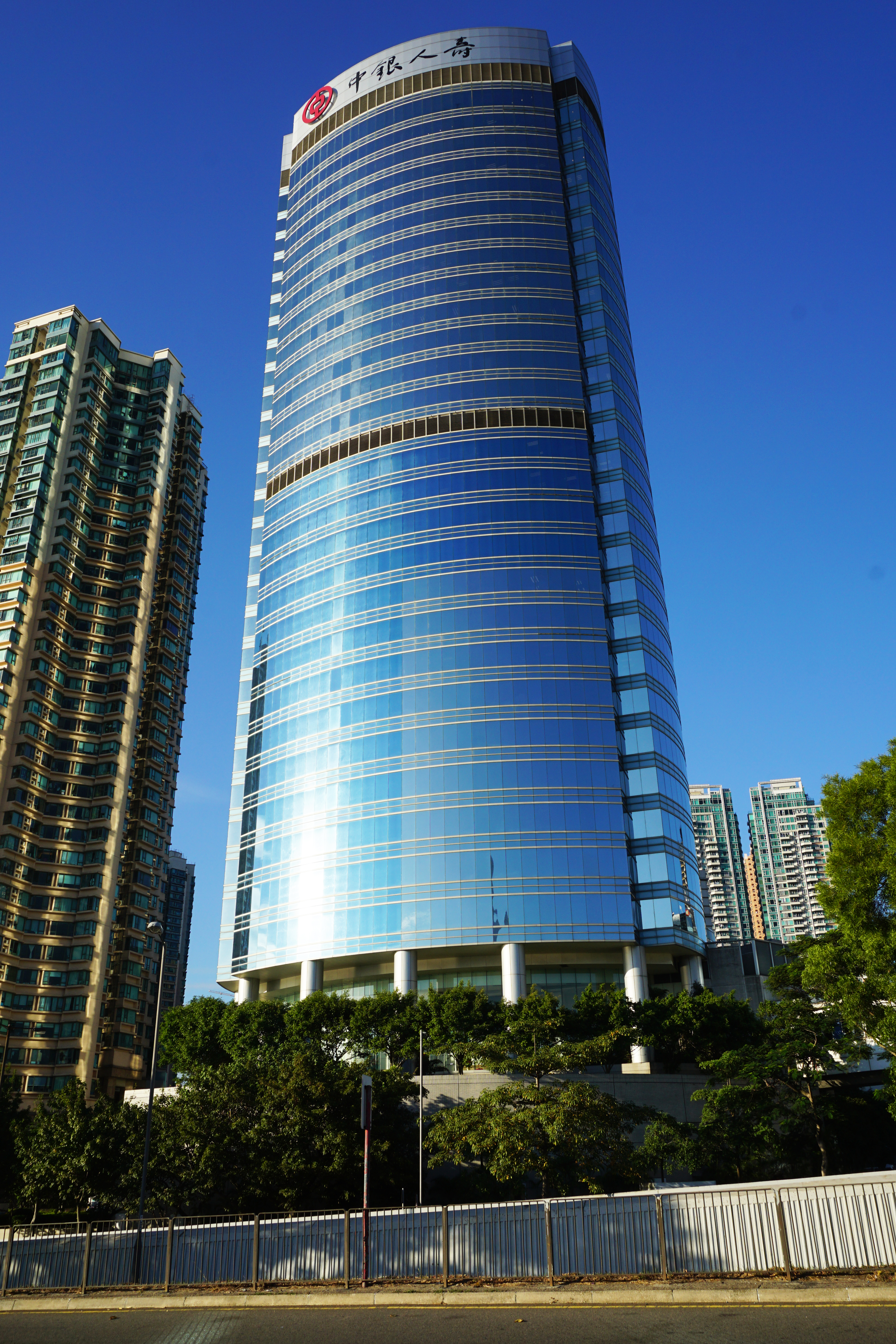
中銀人壽於九龍大角咀中銀中心頂層的品牌廣告

中銀集團人壽保險有限公司（英語：BOC Group Life Assurance Company Limited），簡稱中銀人壽（英語：BOC Life），是一間香港保險公司，主要在香港提供人壽保險服務。
中銀集團人壽於1997年由中銀集團保險有限公司成立，於1998年2月正式開業。2006年，中銀香港控股以9億港元購入中銀集團人壽51%的股權。
中銀香港2013年保險業務淨服務費及佣金收入達港幣12.85億元。2017年獲得人民幣業務傑出大奬中客戶服務和萬用壽險兩項。

## 外部參考
1. ↑  中銀香港將斥資9億港元購入中銀人壽51%股份 （页面存档备份，存于） 人民網，2006年4月11日

## 外部連結
- boclife.com.hk （页面存档备份，存于）